# IC 3518
IC 3518 — галактика типу Im () у сузір'ї Діва.
Цей об'єкт міститься в оригінальній редакції індексного каталогу.